# Versamer Tobelbrücke

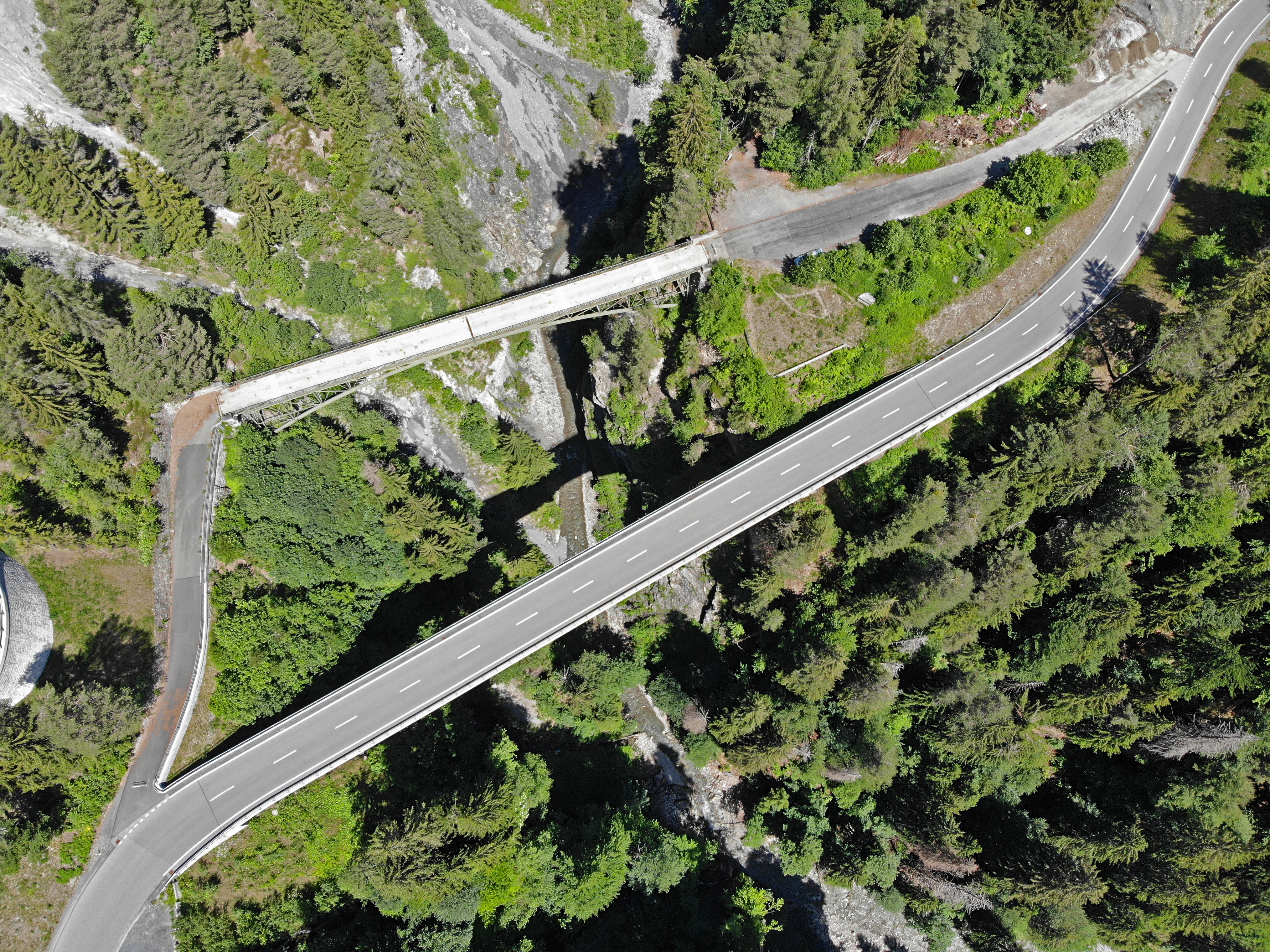
Tobelbrücken im Mai 2018

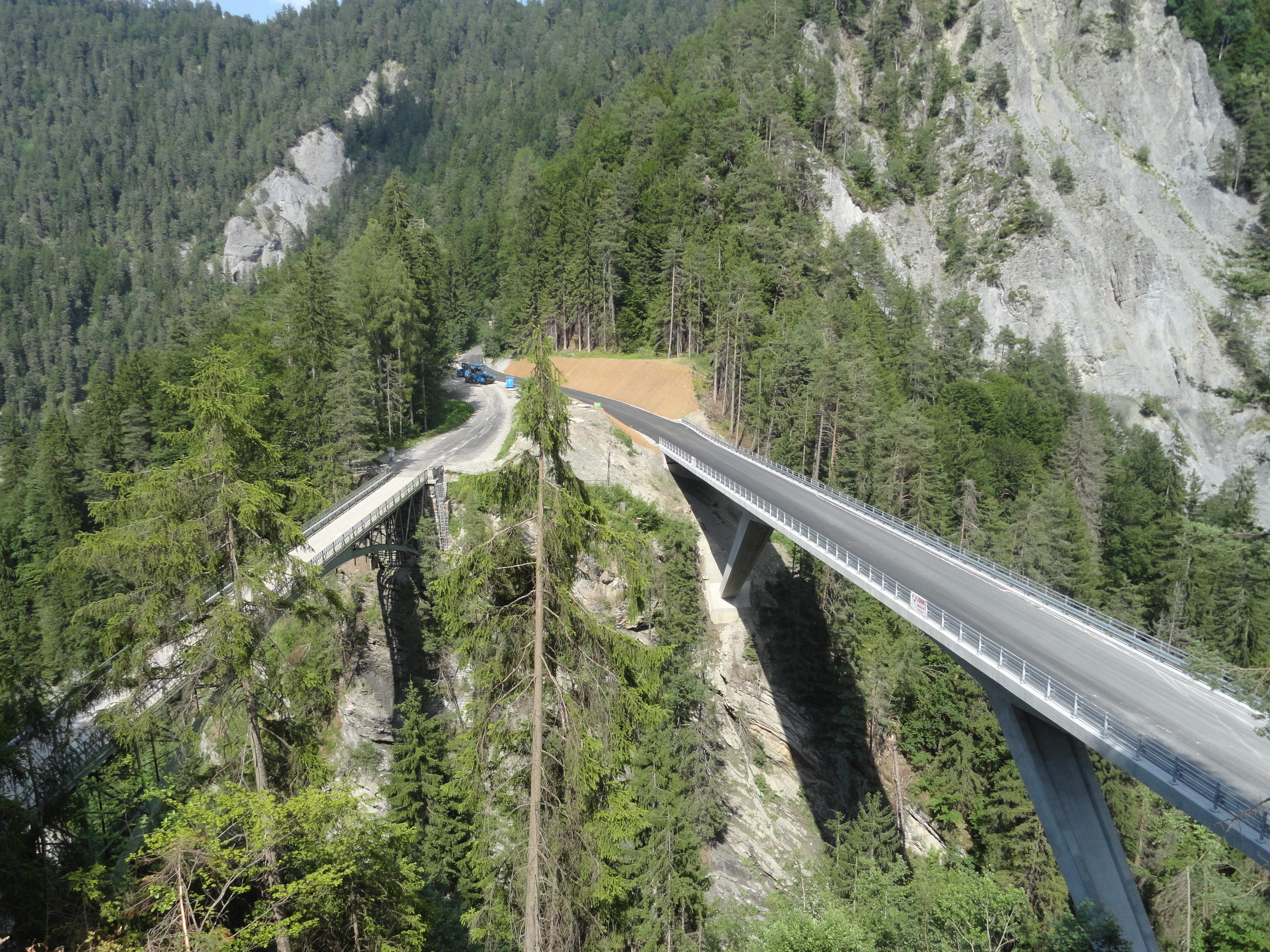
Neue Brücke

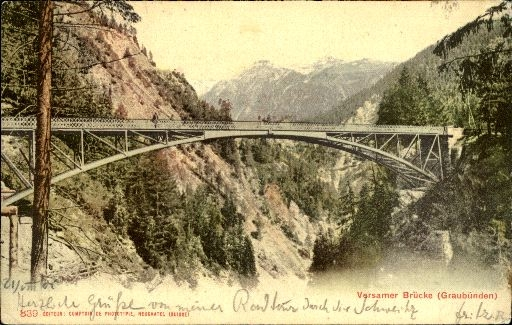
1901

Die Versamer Tobelbrücke (auch Versamerbrücke und Versamer Brücke) liegt einen halben Kilometer Luftlinie nordöstlich des Dorfkerns von Versam in der Bündner Surselva vor dem Eingang zum Safiental.
Als Teil der Versamerstrasse überspannt sie die Rabiusa, die das Versamertobel (auch geläufig: Versamer Schlucht) durchfliesst und bei der Ruinaulta in den Vorderrhein mündet. 

## Brücke bis 2012
Die alte Konstruktion ist eine Dreigelenkbogen-Eisenbrücke von 70 Metern Länge, die 1897 nach einem Lehrgerüst von Richard Coray errichtet wurde. Sie wird seit der Fertigstellung der heutigen Brücke 2012 für den Langsamverkehr und als Zeuge des Stahlbrückenbaus des 19. Jahrhunderts erhalten.

## Brücke ab 2012
Am 15. November 2010 begannen die Bauarbeiten der neuen Brücke, die etwas weiter talaufwärts liegt und im Juni 2012 in Betrieb genommen wurde. Diese Brückenkonstruktion in Form eines Stahlbeton-Sprengwerks ist 112 Meter lang und 8,8 Meter breit. Die bisherige Gewichtsbeschränkung von 13 Tonnen für Lastwagen auf der Strecke zwischen Bonaduz und Versam wurde damit hinfällig.

## Historische Brücke
Zwischen 1828 und 1896 bestand eine Holzbrücke mit 66 Metern Spannweite, die von Richard La Nicca konstruiert worden war. Diese Brücke stürzte aufgrund architektonischer Fehleinschätzungen 1896 ein.